# Coupe de France de rugby à XIII 1953-1954
Navigation
Édition précédente Édition suivante
La Coupe de France de rugby à XIII 1953-1954 est la 16e édition de la Coupe de France, compétition à élimination directe mettant aux prises des clubs de rugby à XIII amateurs et professionnels affiliés à la Fédération française de jeu à XIII (aujourd'hui Fédération française de rugby à XIII).

## Phase finale
|  | Huitièmes de finale                           | Huitièmes de finale       | Huitièmes de finale            | Huitièmes de finale       |               |               | Quarts de finale            | Quarts de finale            | Quarts de finale            | Quarts de finale            |  |  | Demi-finales                | Demi-finales                | Demi-finales                | Demi-finales                |  |  | Finale                    | Finale                    | Finale                    | Finale                    |
|  |                                               |                           |                                |                           |               |               |                             |                             |                             |                             |  |  |                             |                             |                             |                             |  |  |                           |                           |                           |                           |
|  | Le 28 février 1954 à Lyon                     | Le 28 février 1954 à Lyon | Le 28 février 1954 à Lyon      | Le 28 février 1954 à Lyon |               |               | Le 28 mars 1954 à Perpignan | Le 28 mars 1954 à Perpignan | Le 28 mars 1954 à Perpignan | Le 28 mars 1954 à Perpignan |  |  | Le 25 avril 1954 à Bordeaux | Le 25 avril 1954 à Bordeaux | Le 25 avril 1954 à Bordeaux | Le 25 avril 1954 à Bordeaux |  |  | Le 9 mai 1954 à Cavaillon | Le 9 mai 1954 à Cavaillon | Le 9 mai 1954 à Cavaillon | Le 9 mai 1954 à Cavaillon |
|  | Lyon XIII                                     | Lyon XIII                 | 42                             | 42                        |               |               | Le 28 mars 1954 à Perpignan | Le 28 mars 1954 à Perpignan | Le 28 mars 1954 à Perpignan | Le 28 mars 1954 à Perpignan |  |  | Le 25 avril 1954 à Bordeaux | Le 25 avril 1954 à Bordeaux | Le 25 avril 1954 à Bordeaux | Le 25 avril 1954 à Bordeaux |  |  | Le 9 mai 1954 à Cavaillon | Le 9 mai 1954 à Cavaillon | Le 9 mai 1954 à Cavaillon | Le 9 mai 1954 à Cavaillon |
|  | Lyon XIII                                     | Lyon XIII                 | 42                             | 42                        |               |               | Le 28 mars 1954 à Perpignan | Le 28 mars 1954 à Perpignan | Le 28 mars 1954 à Perpignan | Le 28 mars 1954 à Perpignan |  |  | Le 25 avril 1954 à Bordeaux | Le 25 avril 1954 à Bordeaux | Le 25 avril 1954 à Bordeaux | Le 25 avril 1954 à Bordeaux |  |  | Le 9 mai 1954 à Cavaillon | Le 9 mai 1954 à Cavaillon | Le 9 mai 1954 à Cavaillon | Le 9 mai 1954 à Cavaillon |
|  | Facture                                       | Facture                   | 28                             | 28                        |               |               | Le 28 mars 1954 à Perpignan | Le 28 mars 1954 à Perpignan | Le 28 mars 1954 à Perpignan | Le 28 mars 1954 à Perpignan |  |  | Le 25 avril 1954 à Bordeaux | Le 25 avril 1954 à Bordeaux | Le 25 avril 1954 à Bordeaux | Le 25 avril 1954 à Bordeaux |  |  | Le 9 mai 1954 à Cavaillon | Le 9 mai 1954 à Cavaillon | Le 9 mai 1954 à Cavaillon | Le 9 mai 1954 à Cavaillon |
|  | Facture                                       | Facture                   | 28                             | 28                        | Lyon XIII     | Lyon XIII     | 25                          | 25                          |                             |                             |  |  | Le 25 avril 1954 à Bordeaux | Le 25 avril 1954 à Bordeaux | Le 25 avril 1954 à Bordeaux | Le 25 avril 1954 à Bordeaux |  |  | Le 9 mai 1954 à Cavaillon | Le 9 mai 1954 à Cavaillon | Le 9 mai 1954 à Cavaillon | Le 9 mai 1954 à Cavaillon |
|  | Le 28 février 1954 à Bayonne                  |                           |                                |                           | Lyon XIII     | Lyon XIII     | 25                          | 25                          |                             |                             |  |  | Le 25 avril 1954 à Bordeaux | Le 25 avril 1954 à Bordeaux | Le 25 avril 1954 à Bordeaux | Le 25 avril 1954 à Bordeaux |  |  | Le 9 mai 1954 à Cavaillon | Le 9 mai 1954 à Cavaillon | Le 9 mai 1954 à Cavaillon | Le 9 mai 1954 à Cavaillon |
|  |                                               |                           | Bordeaux XIII                  | Bordeaux XIII             | 16            | 16            |                             |                             |                             |                             |  |  | Le 25 avril 1954 à Bordeaux | Le 25 avril 1954 à Bordeaux | Le 25 avril 1954 à Bordeaux | Le 25 avril 1954 à Bordeaux |  |  | Le 9 mai 1954 à Cavaillon | Le 9 mai 1954 à Cavaillon | Le 9 mai 1954 à Cavaillon | Le 9 mai 1954 à Cavaillon |
|  | Bordeaux XIII                                 | Bordeaux XIII             | Bordeaux XIII                  | Bordeaux XIII             | 16            | 16            | 14                          | 14                          |                             |                             |  |  | Le 25 avril 1954 à Bordeaux | Le 25 avril 1954 à Bordeaux | Le 25 avril 1954 à Bordeaux | Le 25 avril 1954 à Bordeaux |  |  | Le 9 mai 1954 à Cavaillon | Le 9 mai 1954 à Cavaillon | Le 9 mai 1954 à Cavaillon | Le 9 mai 1954 à Cavaillon |
|  | Bordeaux XIII                                 | Bordeaux XIII             | Le 28 mars 1954 à Cavaillon    |                           |               |               | 14                          | 14                          |                             |                             |  |  | Le 25 avril 1954 à Bordeaux | Le 25 avril 1954 à Bordeaux | Le 25 avril 1954 à Bordeaux | Le 25 avril 1954 à Bordeaux |  |  | Le 9 mai 1954 à Cavaillon | Le 9 mai 1954 à Cavaillon | Le 9 mai 1954 à Cavaillon | Le 9 mai 1954 à Cavaillon |
|  | Villeneuve-sur-Lot                            | Villeneuve-sur-Lot        | 8                              | 8                         |               |               |                             |                             |                             |                             |  |  | Le 25 avril 1954 à Bordeaux | Le 25 avril 1954 à Bordeaux | Le 25 avril 1954 à Bordeaux | Le 25 avril 1954 à Bordeaux |  |  | Le 9 mai 1954 à Cavaillon | Le 9 mai 1954 à Cavaillon | Le 9 mai 1954 à Cavaillon | Le 9 mai 1954 à Cavaillon |
|  | Villeneuve-sur-Lot                            | Villeneuve-sur-Lot        | 8                              | 8                         | Lyon XIII     | Lyon XIII     | 19                          | 19                          |                             |                             |  |  |                             |                             |                             |                             |  |  | Le 9 mai 1954 à Cavaillon | Le 9 mai 1954 à Cavaillon | Le 9 mai 1954 à Cavaillon | Le 9 mai 1954 à Cavaillon |
|  | Le 28 février 1954 à Avignon                  |                           |                                |                           | Lyon XIII     | Lyon XIII     | 19                          | 19                          |                             |                             |  |  |                             |                             |                             |                             |  |  | Le 9 mai 1954 à Cavaillon | Le 9 mai 1954 à Cavaillon | Le 9 mai 1954 à Cavaillon | Le 9 mai 1954 à Cavaillon |
|  |                                               |                           | Marseille                      | Marseille                 | 4             | 4             |                             |                             |                             |                             |  |  |                             |                             |                             |                             |  |  | Le 9 mai 1954 à Cavaillon | Le 9 mai 1954 à Cavaillon | Le 9 mai 1954 à Cavaillon | Le 9 mai 1954 à Cavaillon |
|  | Marseille                                     | Marseille                 | Marseille                      | Marseille                 | 4             | 4             | 5                           | 5                           |                             |                             |  |  |                             |                             |                             |                             |  |  | Le 9 mai 1954 à Cavaillon | Le 9 mai 1954 à Cavaillon | Le 9 mai 1954 à Cavaillon | Le 9 mai 1954 à Cavaillon |
|  | Marseille                                     | Marseille                 | Le 25 avril 1954 à Carcassonne |                           |               |               | 5                           | 5                           |                             |                             |  |  |                             |                             |                             |                             |  |  | Le 9 mai 1954 à Cavaillon | Le 9 mai 1954 à Cavaillon | Le 9 mai 1954 à Cavaillon | Le 9 mai 1954 à Cavaillon |
|  | Cavaillon                                     | Cavaillon                 | 0                              | 0                         |               |               |                             |                             |                             |                             |  |  |                             |                             |                             |                             |  |  | Le 9 mai 1954 à Cavaillon | Le 9 mai 1954 à Cavaillon | Le 9 mai 1954 à Cavaillon | Le 9 mai 1954 à Cavaillon |
|  | Cavaillon                                     | Cavaillon                 | 0                              | 0                         | Marseille     | Marseille     | 12                          | 12                          |                             |                             |  |  |                             |                             |                             |                             |  |  | Le 9 mai 1954 à Cavaillon | Le 9 mai 1954 à Cavaillon | Le 9 mai 1954 à Cavaillon | Le 9 mai 1954 à Cavaillon |
|  | Le 28 février 1954 à Marseille                |                           |                                |                           | Marseille     | Marseille     | 12                          | 12                          |                             |                             |  |  |                             |                             |                             |                             |  |  | Le 9 mai 1954 à Cavaillon | Le 9 mai 1954 à Cavaillon | Le 9 mai 1954 à Cavaillon | Le 9 mai 1954 à Cavaillon |
|  |                                               |                           | Carcassonne                    | Carcassonne               | 4             | 4             |                             |                             |                             |                             |  |  |                             |                             |                             |                             |  |  | Le 9 mai 1954 à Cavaillon | Le 9 mai 1954 à Cavaillon | Le 9 mai 1954 à Cavaillon | Le 9 mai 1954 à Cavaillon |
|  | Carcassonne                                   | Carcassonne               | Carcassonne                    | Carcassonne               | 4             | 4             | 31                          | 31                          |                             |                             |  |  |                             |                             |                             |                             |  |  | Le 9 mai 1954 à Cavaillon | Le 9 mai 1954 à Cavaillon | Le 9 mai 1954 à Cavaillon | Le 9 mai 1954 à Cavaillon |
|  | Carcassonne                                   | Carcassonne               | Le 28 mars 1954 à Albi         |                           |               |               | 31                          | 31                          |                             |                             |  |  |                             |                             |                             |                             |  |  | Le 9 mai 1954 à Cavaillon | Le 9 mai 1954 à Cavaillon | Le 9 mai 1954 à Cavaillon | Le 9 mai 1954 à Cavaillon |
|  | Carpentras                                    | Carpentras                | 8                              | 8                         |               |               |                             |                             |                             |                             |  |  |                             |                             |                             |                             |  |  | Le 9 mai 1954 à Cavaillon | Le 9 mai 1954 à Cavaillon | Le 9 mai 1954 à Cavaillon | Le 9 mai 1954 à Cavaillon |
|  | Carpentras                                    | Carpentras                | 8                              | 8                         | Lyon XIII     | Lyon XIII     | 17                          | 17                          |                             |                             |  |  |                             |                             |                             |                             |  |  |                           |                           |                           |                           |
|  | Le 28 février 1954 à Carcassonne              |                           |                                |                           | Lyon XIII     | Lyon XIII     | 17                          | 17                          |                             |                             |  |  |                             |                             |                             |                             |  |  |                           |                           |                           |                           |
|  |                                               |                           | XIII Catalan                   | XIII Catalan              | 15            | 15            |                             |                             |                             |                             |  |  |                             |                             |                             |                             |  |  |                           |                           |                           |                           |
|  | XIII Catalan                                  | XIII Catalan              | XIII Catalan                   | XIII Catalan              | 15            | 15            | 23                          | 23                          |                             |                             |  |  |                             |                             |                             |                             |  |  |                           |                           |                           |                           |
|  | XIII Catalan                                  | XIII Catalan              |                                |                           |               |               |                             | 23                          |                             |                             |  |  |                             |                             |                             |                             |  |  |                           |                           |                           |                           |
|  | Toulouse                                      | Toulouse                  | 11                             | 11                        |               |               |                             |                             |                             |                             |  |  |                             |                             |                             |                             |  |  |                           |                           |                           |                           |
|  | Toulouse                                      | Toulouse                  | 11                             | 11                        | XIII Catalan  | XIII Catalan  | 17                          | 17                          |                             |                             |  |  |                             |                             |                             |                             |  |  |                           |                           |                           |                           |
|  | Le 28 février 1954 à Toulouse                 |                           |                                |                           | XIII Catalan  | XIII Catalan  | 17                          | 17                          |                             |                             |  |  |                             |                             |                             |                             |  |  |                           |                           |                           |                           |
|  |                                               |                           | Avignon                        | Avignon                   | 8             | 8             |                             |                             |                             |                             |  |  |                             |                             |                             |                             |  |  |                           |                           |                           |                           |
|  | Avignon                                       | Avignon                   | Avignon                        | Avignon                   | 8             | 8             | 30                          | 30                          |                             |                             |  |  |                             |                             |                             |                             |  |  |                           |                           |                           |                           |
|  | Avignon                                       | Avignon                   | Le 28 mars 1954 à Rodez        |                           |               |               | 30                          | 30                          |                             |                             |  |  |                             |                             |                             |                             |  |  |                           |                           |                           |                           |
|  | La Réole                                      | La Réole                  | 4                              | 4                         |               |               |                             |                             |                             |                             |  |  |                             |                             |                             |                             |  |  |                           |                           |                           |                           |
|  | La Réole                                      | La Réole                  | 4                              | 4                         | XIII Catalan  | XIII Catalan  | 8                           | 8                           |                             |                             |  |  |                             |                             |                             |                             |  |  |                           |                           |                           |                           |
|  | Le 28 février 1954 à Villeneuve-sur-Lot       |                           |                                |                           | XIII Catalan  | XIII Catalan  | 8                           | 8                           |                             |                             |  |  |                             |                             |                             |                             |  |  |                           |                           |                           |                           |
|  |                                               |                           | R.C Albigeois                  | R.C Albigeois             | 4             | 4             |                             |                             |                             |                             |  |  |                             |                             |                             |                             |  |  |                           |                           |                           |                           |
|  | R.C Albigeois                                 | R.C Albigeois             | R.C Albigeois                  | R.C Albigeois             | 4             | 4             | 11                          | 11                          |                             |                             |  |  |                             |                             |                             |                             |  |  |                           |                           |                           |                           |
|  | R.C Albigeois                                 | R.C Albigeois             |                                |                           |               |               |                             | 11                          |                             |                             |  |  |                             |                             |                             |                             |  |  |                           |                           |                           |                           |
|  | Lézignan                                      | Lézignan                  | 0                              | 0                         |               |               |                             |                             |                             |                             |  |  |                             |                             |                             |                             |  |  |                           |                           |                           |                           |
|  | Lézignan                                      | Lézignan                  | 0                              | 0                         | R.C Albigeois | R.C Albigeois | 34                          | 34                          |                             |                             |  |  |                             |                             |                             |                             |  |  |                           |                           |                           |                           |
|  | Le 28 février 1954 à Villefranche-de-Rouergue |                           |                                |                           | R.C Albigeois | R.C Albigeois | 34                          | 34                          |                             |                             |  |  |                             |                             |                             |                             |  |  |                           |                           |                           |                           |
|  |                                               |                           | Rodez                          | Rodez                     | 14            | 14            |                             |                             |                             |                             |  |  |                             |                             |                             |                             |  |  |                           |                           |                           |                           |
|  | Rodez                                         | Rodez                     | Rodez                          | Rodez                     | 14            | 14            | 3                           | 3                           |                             |                             |  |  |                             |                             |                             |                             |  |  |                           |                           |                           |                           |
|  | Rodez                                         | Rodez                     |                                |                           |               |               |                             | 3                           |                             |                             |  |  |                             |                             |                             |                             |  |  |                           |                           |                           |                           |
|  | Cahors                                        | Cahors                    | 0                              | 0                         |               |               |                             |                             |                             |                             |  |  |                             |                             |                             |                             |  |  |                           |                           |                           |                           |
|  | Cahors                                        | Cahors                    | 0                              | 0                         |               |               |                             |                             |                             |                             |  |  |                             |                             |                             |                             |  |  |                           |                           |                           |                           |
|  |                                               |                           |                                |                           |               |               |                             |                             |                             |                             |  |  |                             |                             |                             |                             |  |  |                           |                           |                           |                           |

## Finale - 9 mai 1954
(mt : 6 - 10)
Points marqués :
- Lyon : 1 essai de Brousse (16e et 73e), Voron (28e et 60e), Lucia (71e) ; 1 transformation de Sabayrac (73e)
- XIII Catalan : 1 essai de Gacia (15e), Moulis (38e et 78e) ; 2 transformations de Puig-Aubert (15e, 38e et 78e)

Arbitre : M. Appleton (Angleterre)
Évolution du score : 0-5, 3-5, 6-5, 6-10 (mi-temps), 9-10, 12-10, 17-10, 17-15.
Spectateurs : 
Composition des équipes :
- Lyon : Robert Lucia - Maurice Voron, Sabayrac, Antoine Lécuyer, Gérard Bastianelli - Joseph Crespo (o), René Duffort (m) - Joseph Vanel, Jean Audoubert, Joseph Krawczyk, Guy Augey, Élie Brousse, François Montrucolis - Entraîneur : Charles Petit
- XIII Catalan : Puig-Aubert - Tignère, Gaston Comes, Francis Lévy, René Mestres - Jep Maso (o), Irénée Carrère (m) - Henri Delhoste, René Moulis, José Guasch, Gervais Chanchou, Marcel Gacia, Brial - Entraîneur :